# Gene Grossman
Gene Michael Grossman (* 11. Dezember 1955 in New York) ist ein US-amerikanischer Ökonom und Professor für Wirtschaftswissenschaften an der Princeton University.

## Leben
1976 erhielt er seinen akademischen Grad Bachelor of Arts von der Yale University. Er promovierte am Massachusetts Institute of Technology (MIT) zum Doktor der Philosophie für Wirtschaft. 1980 wurde er zum Assistenzprofessor in Princeton und 1988 zum ordentlichen Professor für Wirtschaftswissenschaften ernannt. Seine Forschungen konzentrieren sich auf den internationalen Handel, insbesondere auf die Beziehung zwischen Wirtschaftswachstum und Handel sowie auf die politische Ökonomie der Handelspolitik. Er gehört nach RePEc zu den 100 besten Wirtschaftswissenschaftlern der Welt.

## Ehrungen
- 1984: Sloan Research Fellow
- 1997: Mitglied der American Academy of Arts and Sciences
- 2012: Bernhard-Harms-Preis des Instituts für Weltwirtschaft Kiel[2]

## Veröffentlichungen
zusammen mit Elhanan Helpman
- Innovation and Growth in the Global Economy. MIT Press, 1991.
- Special Interest Politics. MIT Press, 2001.